# Hrabia Effingham

## Informacje ogólne
Rodzina Howardów, która posiada łącznie 4 dziedziczne tytuły arystokratyczne i jest nazywana Drugą Rodziną Anglii, najbardziej prominentną zaraz po dynastii Windsorów. Howardowie odegrali ogromną rolę w historii katolicyzmu w Anglii, szczególnie po reformacji.
Król Edward I i królowa Małgorzata Francuska są przodkami rodziny Howardów. Howardowie są spokrewnieni z dwiema żonami króla Henryka VIII, Katarzyną Howard i jej kuzynką Anną Boleyn, matką królowej Elżbiety I. Poszczególne gałęzie rodu Howardów posiadają następujące tytuły parowskie:
- Książę Norfolk (ang. Duke of Norfolk)
- Hrabia Suffolk (ang. Earl of Suffolk)
- Hrabia Carlisle (ang. Earl of Carlisle)
- Hrabia Effingham (ang. Earl of Effingham)

## Hrabstwo Effingham
Tytuł hrabiego Effingham (ang. Earl of Effingham) został kreowany dwukrotnie w parostwie Wielkiej Brytanii. Pierwszy raz w 1731 r. dla Francisa Howarda 8. barona Howard of Effingham, pochodzącego w linii prostej od Thomasa Howarda 2. księcia Norfolk. Drugi raz w 1837 r. dla Kennetha Howarda 12. barona Howard of Effingham, pochodzącego również od Thomasa Howarda 2. księcia Norfolk.

## Tytuły, urzędy i obowiązki
- Hrabiowie Effingham posiadają następujące tytuły arystokratyczne:
  - Hrabia Effingham (ang. Earl of Effingham) – kreowany w 1731 r. i 1837 r.
  - Baron Effingham (ang. Baron Howard of Effingham) – kreowany w 1554 r. w parostwie Anglii dla Williama Howarda Syna Thomasa Howarda 2. księcia Norfolk, od 1596 r. jest dodatkowym tytułem hrabiego Nottingham, a od 1731 r. jest dodatkowym tytułem hrabiego Effingham.
- Baronowie Effingham posiadali następujące tytuły arystokratyczne:
  - Hrabia Nottingham – kreowany w parostwie Anglii w 1588 r. dla Charlesa Howarda 2. barona Howard of Effingham. Tytuł wygasł w 1681 ze śmiercią Charlesa Howarda 3. hrabiego Nottingham.
- Najstarszy syn hrabiego Effingham nosi tytuł barona Howard of Effingham.

## Hrabiowie Effingham
Baronowie Howard of Effingham 1. kreacji (parostwo Anglii)
- 1554–1573–William Howard, 1. baron Howard of Effingham – syn 2. księcia Norfolk
- 1573–1624–Charles Howard 1. Hrabia Nottingham, 2. Baron Howard of Effingham – syn 1. barona Howard of Effingham

Hrabiowie Nottingham 1. kreacji (parostwo Anglii)
- 1573–1624–Charles Howard 1. Hrabia Nottingham, 2. Baron Howard of Effingham – syn 1. barona Howard of Effingham
  - William Howard, 3. baron Howard of Effingham – syn 1. hrabiego Nottingham
- 1624–1642–Charles Howard 2. Hrabia Nottingham, 4. Baron Howard of Effingham – syn 1. hrabiego Nottingham
- 1642–1681–Charles Howard 3. Hrabia Nottingham, 5. Baron Howard of Effingham – brat 2. hrabiego Nottingham, syn 1. hrabiego Nottingham

Baronowie Howard of Effingham 1. kreacji (parostwo Anglii–wznowienie)
- 1554–1573–William Howard, 1. baron Howard of Effingham – syn 2. księcia Norfolk
  - sir William Howard – syn 1. barona Howard of Effingham
  - sir Francis Howard – wnuk 1. barona Howard of Effingham
  - sir Charles Howard – Prawnuk 1. barona Howard of Effingham
- 1681–1695–Francis Howard 6. Baron Howard of Effingham – Pra-prawnuk 1. barona Howard of Effingham
- 1695–1725–Thomas Howard 7. Baron Howard of Effingham – syn 6. barona Howard of Effingham
- 1725–1743–Francis Howard 1. Hrabia Effingham, 8. Baron Howard of Effingham – brat 7. barona Howard of Effingham, syn 6. barona Howard of Effingham

Hrabiowie Effingham 1. kreacji (parostwo Wielkiej Brytanii)
- 1731–1743–Francis Howard 1. Hrabia Effingham, 8. Baron Howard of Effingham – brat 7. barona Howard of Effingham, syn 6. barona Howard of Effingham
- 1731–1743–Thomas Howard 2. Hrabia Effingham, 9. Baron Howard of Effingham – syn 1. hrabiego Effingham
- 1743–1791–Thomas Howard 3. Hrabia Effingham, 10. Baron Howard of Effingham – syn 2. hrabiego Effingham
- 1791–1816–Richard Howard 4. Hrabia Effingham, 11. Baron Howard of Effingham – brat 3. hrabiego Effingham, syn 2. hrabiego Effingham

Baronowie Howard of Effingham 1. kreacji (parostwo Anglii–wznowienie)
- 1554–1573 – William Howard, 1. baron Howard of Effingham – syn 2. księcia Norfolk
  - sir Charles Howard – Prawnuk 1. barona Howard of Effingham
  - sir George Howard – Praprawnuk 1. barona Howard of Effingham, Brat 6. barona Howard of Effingham
  - sir Thomas Howard – Pra-praprawnuk 1. barona Howard of Effingham
  - sir Henry Howard – Pra-pra-praprawnuk 1. barona Howard of Effingham
- 1816–1845–Kenneth Howard 1. Hrabia Effingham, 12. Baron Howard of Effingham – Pra-pra-pra-pra-prawnuk 1. barona Howard of Effingham

Hrabiowie Effingham 2. kreacji (parostwo Wielkiej Brytanii)
- 1837–1845 – Kenneth Howard 1. Hrabia Effingham, 12. Baron Howard of Effingham – Pra-pra-pra-praprawnuk 1. barona Howard of Effingham
- 1845–1889 – Henry Howard 2. Hrabia Effingham, 13. Baron Howard of Effingham – syn 1. hrabiego Effingham
- 1889–1898 – Henry Howard 3. Hrabia Effingham, 14. Baron Howard of Effingham – syn 2. hrabiego Effingham
- 1898–1927 – Henry Howard 4. Hrabia Effingham, 15. Baron Howard of Effingham – syn 3. hrabiego Effingham
  - Lord Frederic Howard – syn 2. hrabiego Effingham
- 1927–1946 – Gordon Howard 5. Hrabia Effingham, 16. Baron Howard of Effingham – Kuzyn 4. hrabiego Effingham, Wnuk 2. hrabiego Effingham
- 1946–1996 – Mowbray Howard 6. Hrabia Effingham, 17. Baron Howard of Effingham – syn 5. hrabiego Effingham
  - Lord John Howard – syn 5. hrabiego Effingham
- 1996–nadal – David Howard 7. Hrabia Effingham, 18. Baron Howard of Effingham – bratanek 6. hrabiego Effingham, Wnuk 5. hrabiego Effingham
- Następcą 7. hrabiego Effingham jest Edward Howard 19. Baron Howard of Effingham – syn 7. hrabiego Effingham